# Первенство СССР между командами союзных республик по шахматам 1972
Первенство СССР между командами союзных республик по шахматам 1972 года — 12-е первенство. Официальное название соревнования — Всесоюзная шахматная олимпиада. Турнир проходил с 1 по 13 марта в Москве. В соревновании участвовали 17 команд (15 сборных союзных республик, сборные Москвы и Ленинграда). Игра велась на 12 досках. В состав команды входили 5 мужчин (+1 запасной), 3 юноши, 2 женщины, 2 девушки.
Сборные республик были разделены на 3 полуфинальные группы (в 1-й и 3-й играли по 6 команд, во 2-й — 5). Команды, занявшие в полуфинальных группах 1 и 2 места, выходили в главный финал и продолжали борьбу за медали. Команды, занявшие 3 и 4 места, выходили во 2-й финал и разыгрывали места с 7 по 12. Команды, замкнувшие таблицы, выходили в 3-й финал и разыгрывали места с 13 по 17.
Результаты матчей, сыгранных в полуфиналах, учитывались в финальных группах.

## Полуфиналы

### 1-я группа
В этой группе 3 команды явно превосходили другие в квалификационном отношении. В итоге победу уверенно одержала сборная РСФСР, опередившая ближайших преследователей на 5 очков и добившаяся рекордного результата в матче со сборной Туркменской ССР. Вторую путевку в главный финал завоевала сборная Ленинграда. Третьими стали эстонцы, которые с крупным счетом выиграли у команд, занявших более низкие места, но потерпели поражения в матчах с конкурентами.
|   | Участник            | 1  | 2  | 3  | 4  | 5  | 6  |  | Очки | Место |
| - | ------------------- | -- | -- | -- | -- | -- | -- |  | ---- | ----- |
| 1 | РСФСР               |    | 7  | 8  | 7½ | 9  | 12 |  | 43½  | 1     |
| 2 | Ленинград           | 5  |    | 7  | 8½ | 8½ | 9½ |  | 38½  | 2     |
| 3 | Эстонская ССР       | 4  | 5  |    | 8  | 8½ | 9  |  | 34½  | 3     |
| 4 | Азербайджанская ССР | 4½ | 3½ | 4  |    | 8  | 7  |  | 27   | 4     |
| 5 | Литовская ССР       | 3  | 3½ | 3½ | 4  |    | 7½ |  | 21½  | 5     |
| 6 | Туркменская ССР     | 0  | 2½ | 3  | 5  | 4½ |    |  | 15   | 6     |

### 2-я группа
В этой группе также было 3 претендента на места в главном финале. Победила сборная Москвы, с большим перевесом выигравшая все матчи. В борьбе за 2 место сильнее оказалась команда Латвийской ССР, сумевшая в личной встрече нанести поражение белорусской сборной. Белорусы с более крупным счетом обыграли казахстанцев и смогли отобрать у москвичей больше очков, чем латвийские шахматисты, но это не компенсировало упущенное в междоусобном поединке.
|   | Участник        | 1  | 2 | 3  | 4  | 5  |  | Очки | Место |
| - | --------------- | -- | - | -- | -- | -- |  | ---- | ----- |
| 1 | Москва          |    | 9 | 8  | 8½ | 10 |  | 35½  | 1     |
| 2 | Латвийская ССР  | 3  |   | 8  | 8  | 11 |  | 30   | 2     |
| 3 | Белорусская ССР | 4  | 4 |    | 9½ | 11 |  | 28½  | 3     |
| 4 | Казахская ССР   | 3½ | 4 | 2½ |    | 8½ |  | 18½  | 4     |
| 5 | Таджикская ССР  | 2  | 1 | 1  | 3½ |    |  | 7½   | 5     |

### 3-я группа
В этой группе вне конкуренции была команда Украинской ССР, не уступившая в матчах с конкурентами более 3½ очков. Борьбы за 2 место также не получилось: грузинская команда с минимальной разницей проиграла матч сборной Узбекской ССР, но гораздо лучше провела поединки с аутсайдерами.
|   | Участник       | 1  | 2  | 3  | 4  | 5  | 6  |  | Очки | Место |
| - | -------------- | -- | -- | -- | -- | -- | -- |  | ---- | ----- |
| 1 | Украинская ССР |    | 9  | 8½ | 9  | 9  | 9  |  | 44½  | 1     |
| 2 | Грузинская ССР | 3  |    | 5½ | 9  | 7  | 10 |  | 34½  | 2     |
| 3 | Узбекская ССР  | 3½ | 6½ |    | 4½ | 6½ | 8½ |  | 29½  | 3     |
| 4 | Армянская ССР  | 3  | 3  | 7½ |    | 6½ | 8  |  | 28   | 4     |
| 5 | Молдавская ССР | 3  | 5  | 5½ | 5½ |    | 6  |  | 25   | 5     |
| 6 | Киргизская ССР | 3  | 2  | 3½ | 4  | 6  |    |  | 18½  | 6     |

## Финалы

### 1-й финал
Команды начинали главный финал с такими показателями: Москва и Украинская ССР — по 9 очков, РСФСР — 7, Ленинград — 5, Латвийская ССР и Грузинская ССР — по 3. На старте финала встретились московская и украинская сборные. Победу с достаточно крупным счетом одержали московские шахматисты. Команда Ленинграда потерпела неожиданное поражение от грузинской сборной и потеряла шансы на медали. Затем сборная Москвы потерпела поражения во встречах с командами РСФСР и Ленинграда, и вперед вырвалась команда РСФСР. Перед последним туром сборная РСФСР имела 28½ очков, Москва — 27½, Украинская ССР — 27, при этом РСФСР и Украинская ССР играли между собой. Матч российских и украинских шахматистов начался с нескольких поражений команды РСФСР на женских досках. В дальнейшем шахматисты РСФСР смогли ликвидировать отставание и завершить матч вничью, что гарантировало им серебряные медали. В это время сборная Москвы разгромила грузинскую команду и в итоговой таблице на 3 очка опередила команду РСФСР.
|   | Участник       | 1  | 2  | 3  | 4  | 5  | 6  |  | Очки | Место |
| - | -------------- | -- | -- | -- | -- | -- | -- |  | ---- | ----- |
| 1 | Москва         |    | 5  | 8  | 5½ | 10 | 9  |  | 37½  | 1     |
| 2 | РСФСР          | 7  |    | 6  | 7  | 6½ | 8  |  | 34½  | 2     |
| 3 | Украинская ССР | 4  | 6  |    | 5½ | 9  | 8½ |  | 33   | 3     |
| 4 | Ленинград      | 6½ | 5  | 6½ |    | 4½ | 7½ |  | 30   | 4     |
| 5 | Грузинская ССР | 2  | 5½ | 3  | 7½ |    | 6  |  | 24   | 5     |
| 6 | Латвийская ССР | 3  | 4  | 3½ | 4½ | 6  |    |  | 21   | 6     |

### 2-й финал
В этом финале острейшая борьба развернулась между эстонской и белорусской командами. Личная встреча команд завершилась вничью. В итоге эстонские шахматисты опередили конкурентов всего на пол-очка.
|   | Участник            | 1  | 2  | 3  | 4  | 5  | 6  |  | Очки | Место  |
| - | ------------------- | -- | -- | -- | -- | -- | -- |  | ---- | ------ |
| 1 | Эстонская ССР       |    | 6  | 8  | 7½ | 5  | 8  |  | 34½  | 1 (7)  |
| 2 | Белорусская ССР     | 6  |    | 6  | 5½ | 7  | 9½ |  | 34   | 2 (8)  |
| 3 | Азербайджанская ССР | 4  | 6  |    | 6½ | 6½ | 8  |  | 31   | 3 (9)  |
| 4 | Армянская ССР       | 4½ | 6½ | 5½ |    | 7½ | 6  |  | 30   | 4 (10) |
| 5 | Узбекская ССР       | 7  | 5  | 5½ | 4½ |    | 5½ |  | 27½  | 5 (11) |
| 6 | Казахская ССР       | 4  | 3½ | 4  | 6  | 6½ |    |  | 23   | 6 (12) |

### 3-й финал
В споре за 13 место литовская команда уверенно выиграла все матчи и с большим отрывом опередила конкурентов. Туркменская команда превзошла киргизскую за счет победы в личной встрече.
|   | Участник        | 1  | 2  | 3  | 4  | 5  |  | Очки | Место   |
| - | --------------- | -- | -- | -- | -- | -- |  | ---- | ------- |
| 1 | Литовская ССР   |    | 7½ | 7½ | 7  | 9  |  | 31   | 1 (13)  |
| 2 | Молдавская ССР  | 4½ |    | 8½ | 6  | 6½ |  | 25½  | 2 (14)  |
| 3 | Туркменская ССР | 4½ | 3½ |    | 6½ | 8  |  | 22½  | 3 (15)* |
| 4 | Киргизская ССР  | 5  | 6  | 5½ |    | 6  |  | 22½  | 4 (16)  |
| 5 | Таджикская ССР  | 3  | 5½ | 4  | 6  |    |  | 18½  | 5 (17)  |

## Составы команд
Звездочками отмечены запасные участники. Сборная Туркменской ССР выступала без замен.

### 1-й финал

#### Москва
Петросян (4½ из 7), Смыслов (4 из 8), Бронштейн (3 из 5), Балашов (5 из 8), Суэтин (3½ из 6), Васюков* (3 из 6), Макарычев (3 из 8), Вл-в Фёдоров (6½ из 8), Горчаков (6 из 8), Кушнир (8 из 8), Лемачко (6 из 8), Островская (6 из 8), Лим (5½ из 8)

#### РСФСР
Полугаевский (5 из 9), Карпов (5½ из 9), Антошин (3½ из 5), Зильберштейн (3½ из 7), Цешковский (6 из 8), Аникаев* (5 из 7), Панченко (7 из 9), Драгомарецкий (4 из 9), А. Иванов (6½ из 9), Козловская (5 из 9), Билунова (6 из 9), Саунина (6½ из 9), Алёхина (7½ из 9)

#### Украинская ССР
Савон (4 из 8), Штейн (4½ из 8), Тукмаков (5 из 8), Николаевский (4½ из 6), Жидков (6½ из 8), Подгаец* (4 из 7), Романишин (6½ из 9), Белявский (7½ из 9), Михальчишин (5½ из 9), Шуль (6 из 9), Л. Семёнова (4½ из 9), Черная (4½ из 9), Гасюнас (5½ из 9)

#### Ленинград
Корчной (5 из 8), Тайманов (3½ из 9), Фурман (5½ из 8), Марк Цейтлин (4½ из 7), Лукин (5 из 8), Оснос* (2 из 5), Кочиев (6½ из 9), Пукшанский (4 из 9), В. А. Козлов (6½ из 9), Кристол (6 из 9), Бажина (3½ из 9), Левитина (6½ из 9), Зубова (5 из 9)

#### Грузинская ССР
Гуфельд (5½ из 9), Джинджихашвили (5 из 9), Убилава (5 из 8), Чечелян (3½ из 6), Микадзе (2 из 5), Гургенидзе* (4 из 8), Гедеванишвили (3½ из 9), Вепхишвили (5½ из 9), Зайчик (3½ из 9), Кобаидзе (5 из 9), Хугашвили (4½ из 9), Качарава (5 из 9), Церетели (3½ из 9)

#### Латвийская ССР
Таль (5½ из 8), Гипслис (5½ из 7), Клован (3 из 7), Шмит (4 из 7), Витолиньш (5 из 8), Петкевич* (1 из 3), Бернан (4 из 8), Нейманис (2½ из 8), Кивлан (3 из 8), Рожлапа (2½ из 8), Б. Вилерте (3 из 8), Тагере (4½ из 8), Т. Вилерте (4½ из 8)

### 2-й финал

#### Эстонская ССР
Керес (5 из 7), Кярнер (4½ из 8), Этрук (4½ из 8), Вооремаа (3½ из 8), Тарве (4½ из 9), Рытов* (3 из 5), Вейнгольд (5½ из 9), Нефф (5½ из 9), Ветемаа (4 из 9), Раннику (3 из 9), Саммуль (6½ из 9), Сяяритс (5 из 9), Фомина (6½ из 9)

#### Белорусская ССР
Капенгут (3½ из 8), Купрейчик (4½ из 8), Ройзман (4 из 8), Литвинов (4 из 7), Юферов (6½ из 8), Вересов* (½ из 1), Вал. Смирнов (3½ из 8), Гольбин (4 из 8), Сарбай (5½ из 8), Зворыкина (3½ из 8), Арчакова (4½ из 8), Костина (6 из 8), Королева (3 из 8)

#### Азербайджанская ССР
Багиров (4 из 9), Г. Кузьмин (4½ из 8), Павленко (4½ из 9), Моргулев (5½ из 8), А. Велибеков (2½ из 5), Листенгартен* (2½ из 6), Сидеиф-Заде (4½ из 9), С. Сулейманов (5 из 9), Джалилов (3 из 9), Затуловская (7½ из 9), Саакова (1½ из 9), Барышникова (3½ из 9), Э. Алиева (5½ из 9)

#### Армянская ССР
Ваганян (3½ из 9), К. Григорян (5½ из 9), Л. Григорян (2½ из 8), Мнацаканян (4½ из 9), Г. Акопян (3 из 9), Арутюнов* (0 из 1), А. Петросян (5½ из 9), Навоян (6 из 9), Халикян (5 из 9), Бояхчян (3 из 9), Агабабян (5 из 9), Варданян (3½ из 9), Мангрян (3½ из 9)

#### Узбекская ССР
Г. Борисенко (5½ из 9), Маслов (3 из 6), Рудерфер (5½ из 9), Е. Мухин (2½ из 8), Грушевский (4½ из 9), Мухитдинов* (2 из 4), Э. Ким (4 из 9), Ташходжаев (2½ из 9), Г. Агзамов (5½ из 9), В. Борисенко (5½ из 9), Мкртычан (6 из 9), Баракина (2½ из 9), Манина (3½ из 9)

#### Казахская ССР
М. Мухин (2 из 8), Каталымов (2 из 8), Середенко (3½ из 7), Синявский (5 из 8), Ю. Никитин (2½ из 7), Носков* (1 из 2), Мулдагалиев (1 из 8), Я. Зильберман (5 из 8), Н. Сергеев (4 из 8), Муслимова (4 из 8), И. Матвеева (3½ из 8), Жодзишская (3 из 8), Челохсаева (2½ из 8)

### 3-й финал

#### Литовская ССР
Бутнорюс (3½ из 8), В. Микенас (1 из 3), Чеснаускис (3½ из 8), Каунас (3 из 8), Б. Румянцев (1½ из 6), Лапенис* (3½ из 7), Растянис (4 из 8), Рагялис (3½ из 8), А. Микенас (3 из 8), Каушилайте (4½ из 8), М. Картанайте (4½ из 8), Белскуте (4 из 8), Бененсонайте (5½ из 8)

#### Молдавская ССР
Лутиков (3 из 6), Н. Попов (3 из 8), Гитерман (2½ из 7), И. Мосионжик (1 из 5), Б. Неведничий (3½ из 8), Кловский* (3 из 6), Иткис (3 из 8), М. Ройтман (3½ из 8), Цинис (5½ из 8), Неведничая (3 из 8), Эпштейн (5 из 8), Флейман (3½ из 8), Дрель (5 из 8)

#### Туркменская ССР
Какагельдыев (4 из 8), Кудряшов (5½ из 8), И. Фомин (5 из 8), Колпаков (2 из 8), Сеоев (4 из 8), В. Рабинович (½ из 8), Язгельдыев (1 из 8), С. Морозов (3 из 8), Пронина (1½ из 8), Розыбаева (2½ из 8), Шлепнева (1½ из 8), Халова (2½ из 8)

#### Киргизская ССР
Рискин (1 из 6), Еропов (1 из 6), Устинов (3 из 8), Маматов (3½ из 8), Слепой (4 из 8), Крутихин* (½ из 4), Гендлер (3½ из 8), Самаганов (2 из 8), Левант (1 из 8), Самаганова (3 из 8), Вендрова (3½ из 8), Проценко (6 из 8), Ниязова (3 из 8)

#### Таджикская ССР
Данов (3 из 8), Елистратов (2 из 7), Хусенов (1 из 6), Хамидов (2½ из 8), Сабитов (1½ из 8), Рахимов* (½ из 3), Анетбаев (6½ из 8), Н. Ханов (4 из 8), Пушкарев (1½ из 8), Э. Белова (1 из 8), Е. Гусева (2 из 8), Рахимова (½ из 8), Л. Демина (0 из 8)

## Лучшие индивидуальные результаты
1. Керес (Эстонская ССР) — 5 из 7;
2. Гипслис (Латвийская ССР) — 5½ из 7;
3. Фурман (Ленинград) — 5½ из 8;
4. Моргулев (Азербайджанская ССР) — 5½ из 8;
5. Жидков (Украинская ССР) — 6½ из 8;
6. Анетбаев (Таджикская ССР) — 6½ из 8;
7. Белявский (Украинская ССР) — 7½ из 9;
8. Горчаков (Москва) — 6 из 8;
9. Кушнир (Москва) — 8 из 8;
10. Лемачко (Москва) — 6 из 8;
11. Островская (Москва) — 6 из 8;
12. Алехина (РСФСР) — 7½ из 9.

Лучший результат среди запасных участников показал Аникаев (РСФСР) — 5 из 7.